# Subdivisões da Armênia
A Armênia é subdividida em onze divisões administrativas. Destas, dez são províncias, conhecidas como marzer (մարզեր) ou na forma singular marz (մարզ) em armênio, que é, por sua vez, derivada da palavra persa mærz, significando "fronteira". Erevã é tratada separadamente e possui um estatuto especial de capital administrativa do país. O chefe do executivo em cada uma das 10 marzes é o marzpet (do médio persa composto marzobã, que significa "autoridade/líder da fronteira"), nomeado pelo Governo da Armênia. Em Erevã, o chefe-executivo é o prefeito, nomeado pelo presidente.

## Divisões administrativas
Abaixo lista das províncias com informações sobre população, área e densidade. Os números são do Serviço Nacional de Estatística da República da Armênia. Note que a área da província de Guelarcunique inclui Lago Sevã, que abrange 1.278 quilômetros quadrados do seu território. Para classificar as informações, usar a seta disponível no cabeçalho da tabela.
| província     | população | %     | densidade   |
| ------------- | --------- | ----- | ----------- |
| Erevã         | 1.091.235 | 36,3% | 5.196,4 km² |
| Xiraque       | 257.242   | 8,6%  | 96,0 km²    |
| Armavir       | 255.861   | 8,5%  | 206,2 km²   |
| Lorri         | 253.351   | 8,4%  | 66,8 km²    |
| Ararate       | 252.665   | 8,4%  | 126,1 km²   |
| Cotaique      | 241.337   | 8,0%  | 114,9 km²   |
| Guelarcunique | 215.371   | 7,2%  | 58,9 km²    |
| Siunique      | 134.061   | 4,5%  | 29,8 km²    |
| Aragatsotn    | 126.278   | 4,2%  | 45,8 km²    |
| Tavuxe        | 121.963   | 4,1%  | 39,1 km²    |
| Vaiose Zor    | 53.230    | 1,8%  | 22,1 km²    |

## Municípios (hamaynkner)
Dentro de cada província estão as municípios (hamaynkner, singularhamaynk). Cada comunidade é auto-governada e consiste de uma ou mais localidades (bnakavayrer, singularbnakavayr). As localidades são classificados como cidades (kaghakner, singularkaghak) ou vilas (gyugher, singulargyugh). Em 2007, a Armênia possuía 915 municípios, das quais 49 eram consideradas urbanas e 866 consideradas rurais. A capital, Erevã, também tem o estatuto de uma comunidade. Além disso, Erevã é dividida em doze distritos semi-autônomos.

## Cidades, vilas ou municípios urbanas

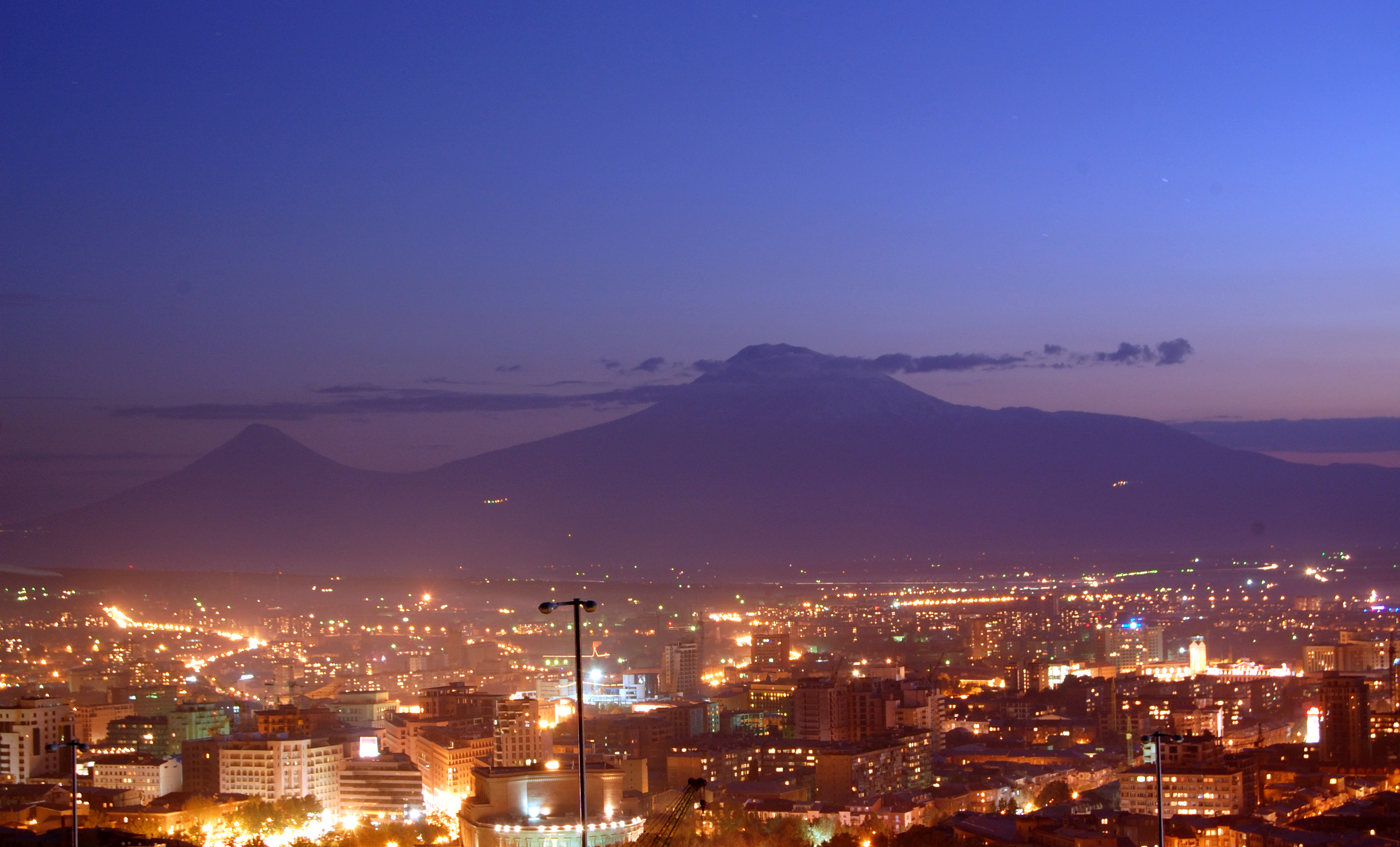
Erevã, Capital da Arménia

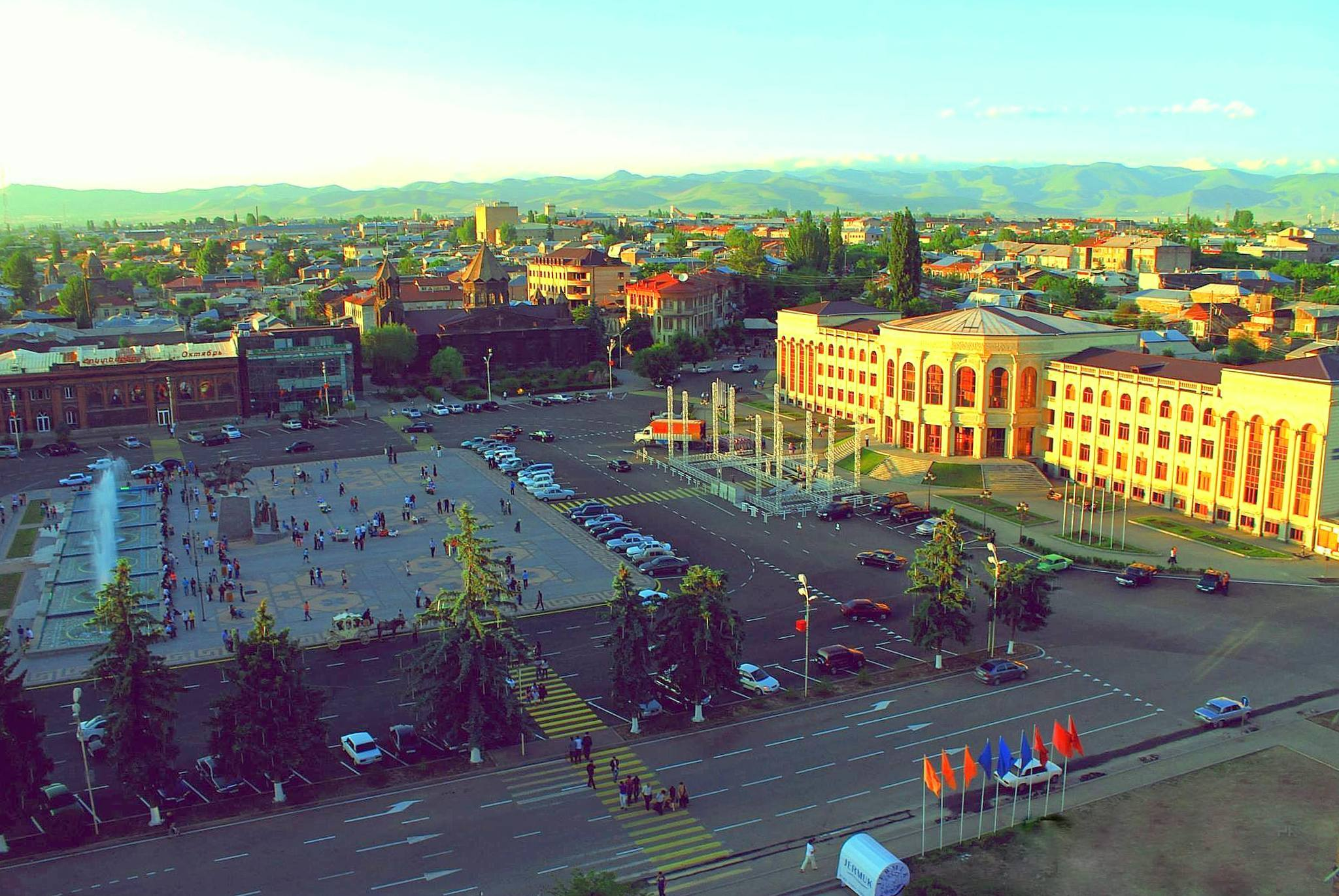
Guiumri

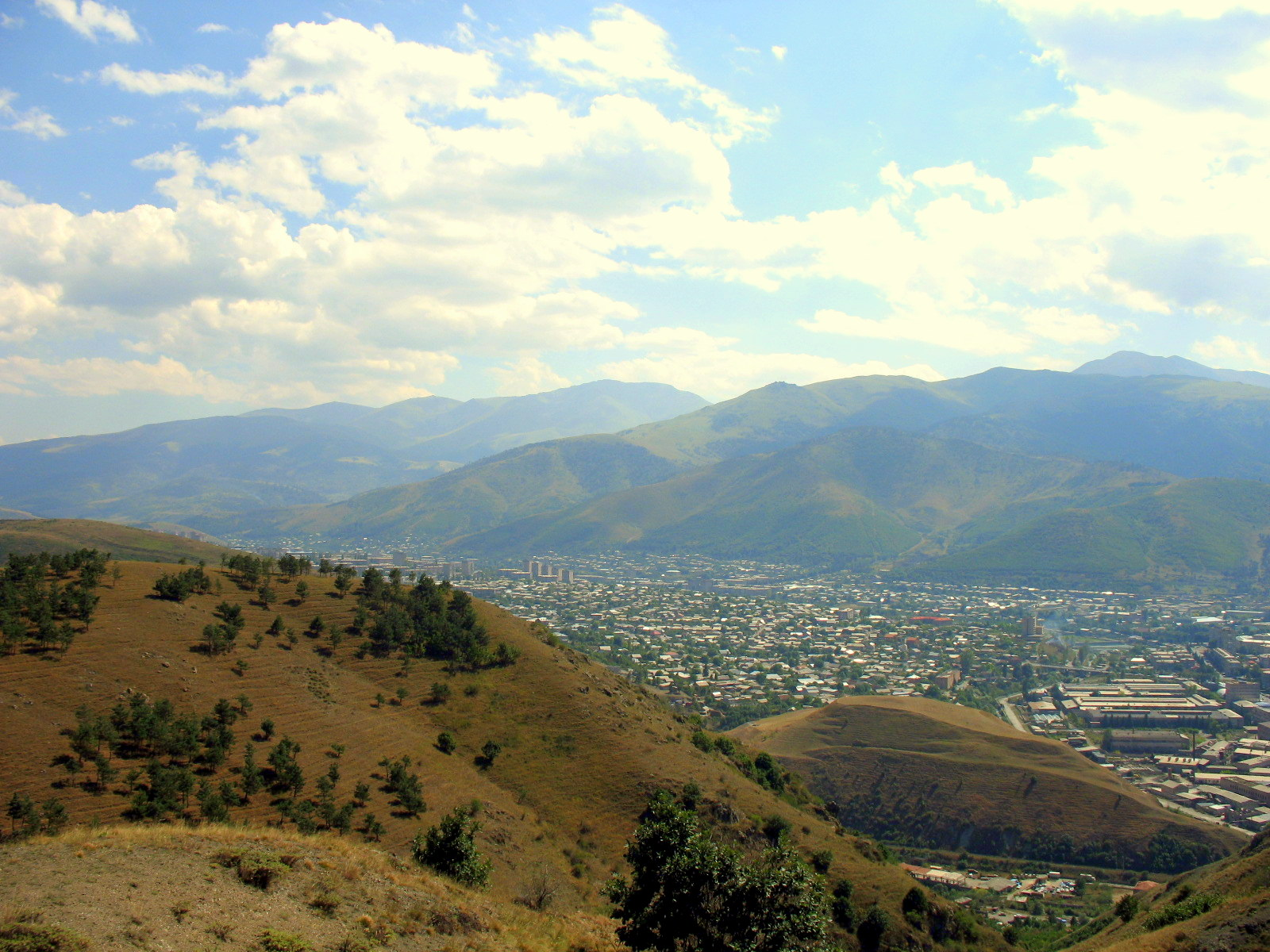
Vanazor

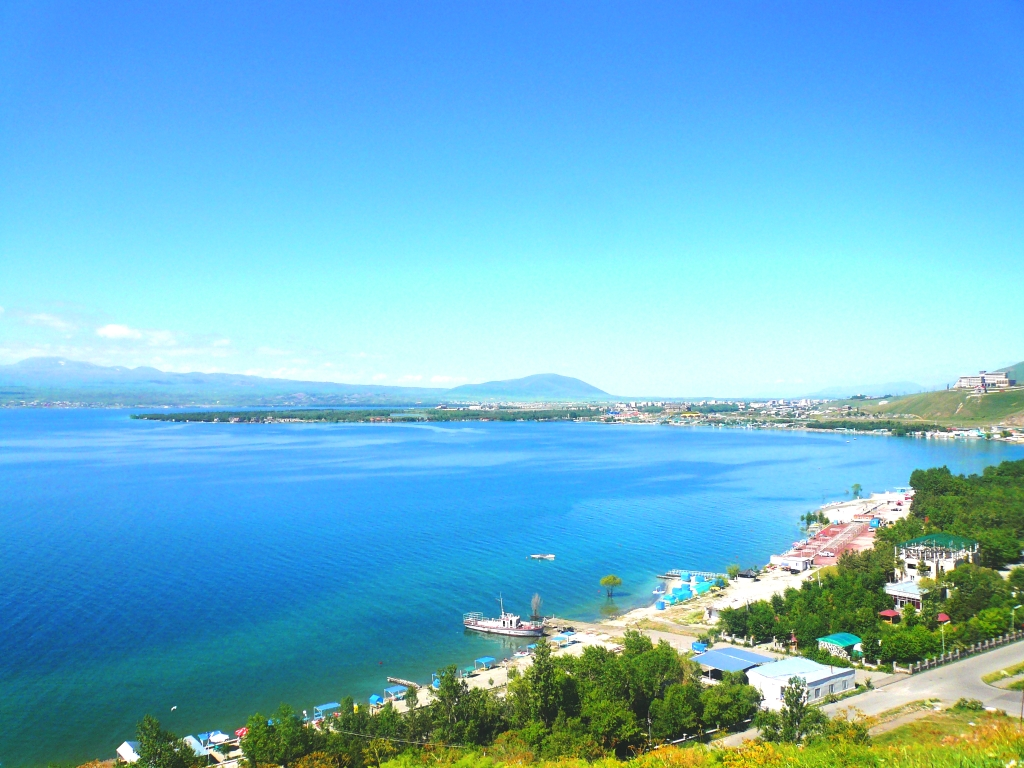
Sevã

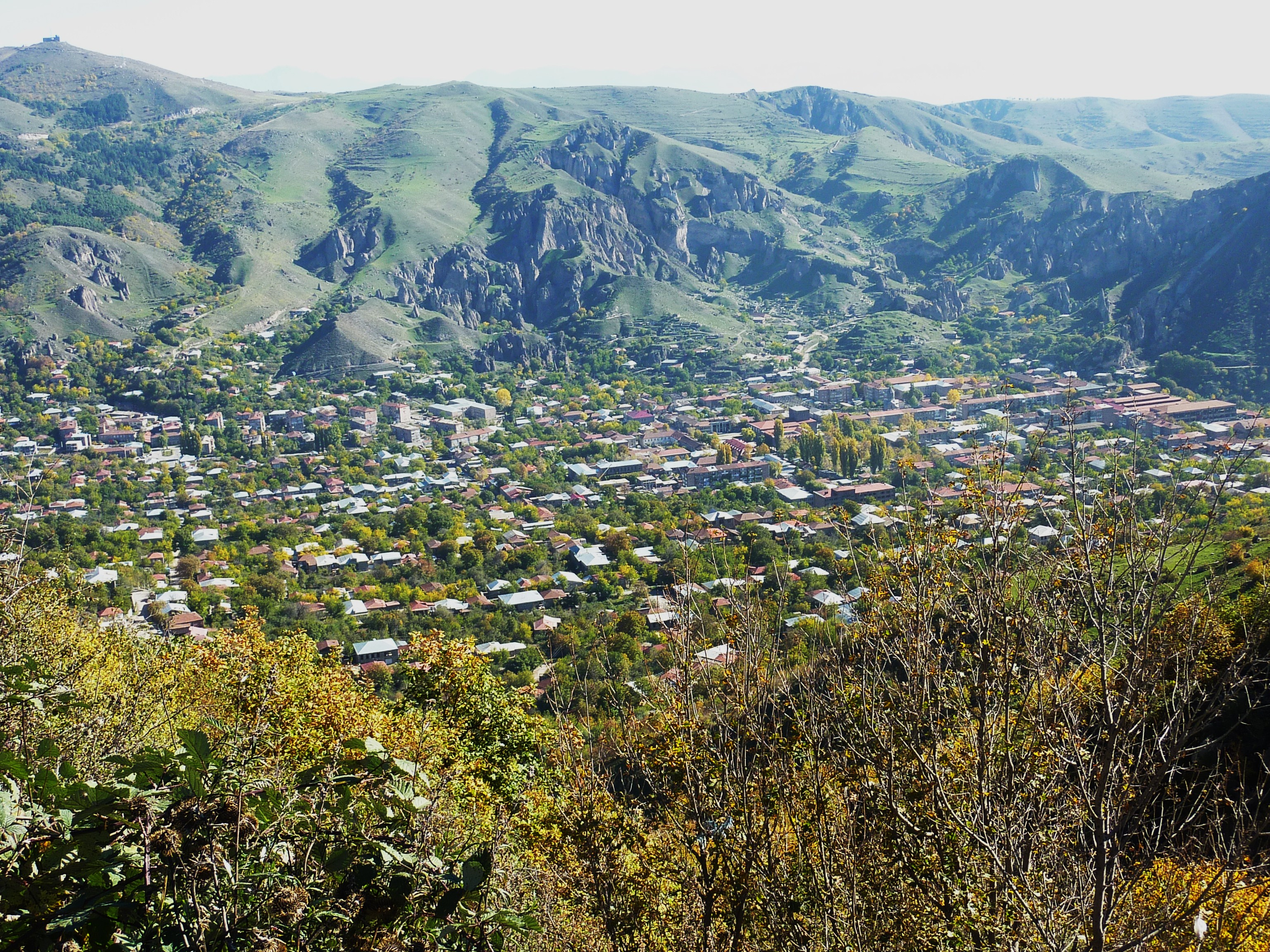
Goris

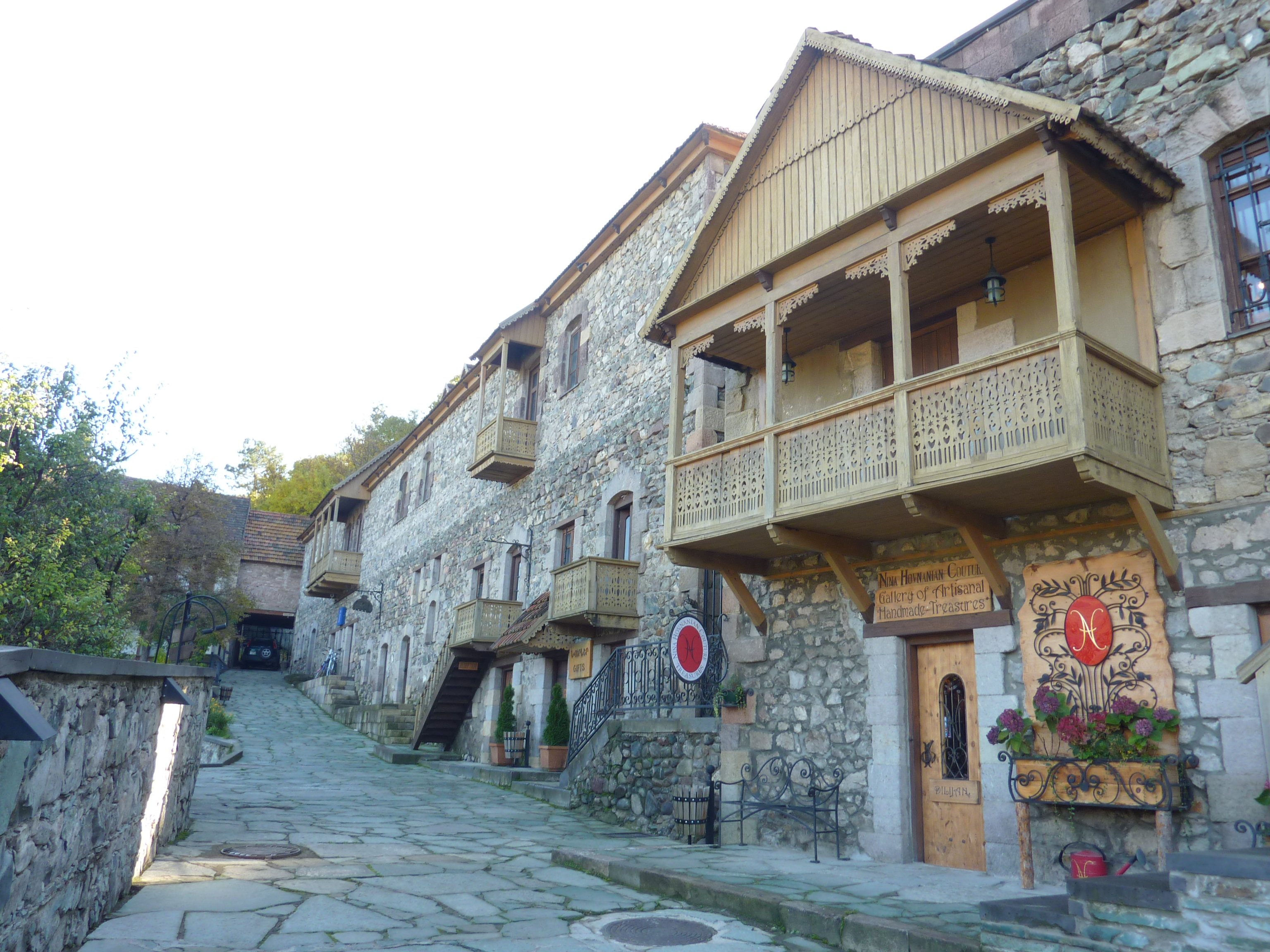
Dilijã

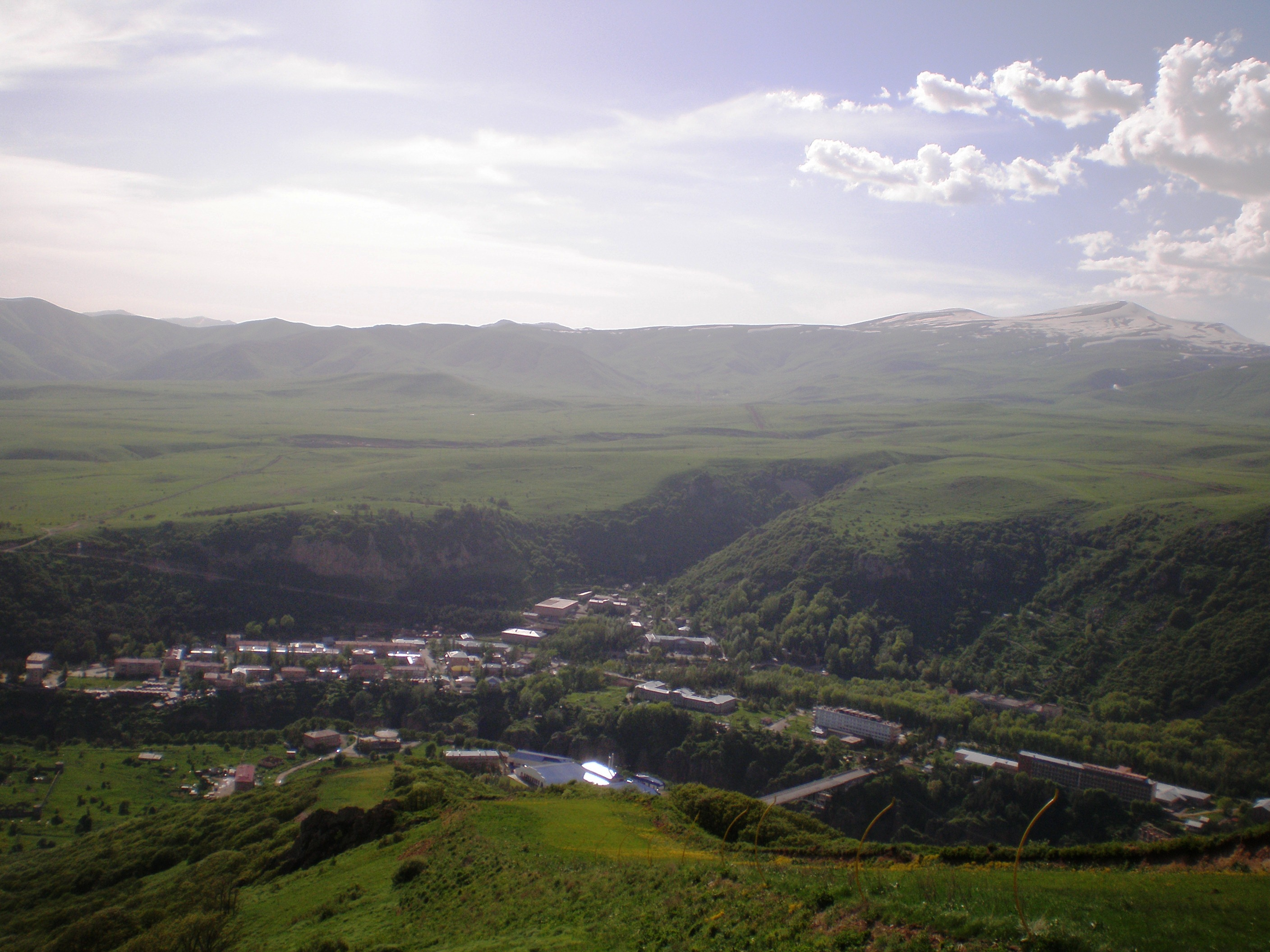
Jermuk

| Communidade  | Província (marz) | Data incorporadas | População |
| ------------ | ---------------- | ----------------- | --------- |
| Aboviã       | Cotaique         | 1963              | 36,705    |
| Agarak       | Siunique         | 1995              | 5,112     |
| Akhtala      | Lorri            | 1995              | 1,998     |
| Alaverdi     | Lorri            | 1938              | 13,225    |
| Aparã        | Aragatsotn       | 1995              | 6,158     |
| Ararate      | Ararate          | 1962              | 34,027    |
| Armavir      | Armavir          | 1930              | 26,387    |
| Artaxata     | Ararate          | 1961              | 35,100    |
| Artik        | Xiraque          | 1945              | 14,949    |
| Ashtarak     | Aragatsotn       | 1963              | 20,636    |
| Ayrum        | Tavuxe           | ?                 | 2,361     |
| Berd         | Tavuxe           | 1995              | 9,095     |
| Byureghavan  | Cotaique         | 1994              | 7,573     |
| Chambarak    | Guelarcunique    | 1995              | 6,683     |
| Charentsavan | Cotaique         | 1961              | 17,752    |
| Dastakert    | Siunique         | 1995              | 287       |
| Dilijã       | Tavuxe           | 1951              | 13,752    |
| Gavar        | Guelarcunique    | 1924              | 22,444    |
| Goris        | Siunique         | 1924              | 21,935    |
| Guiumri      | Xiraque          | 1840              | 168,918   |
| Razdã        | Cotaique         | 1950              | 42,150    |
| Ijevan       | Tavuxe           | 1961              | 15,620    |
| Jermuk       | Vaiose Zor       | 1961              | 4,599     |
| Kajaran      | Siunique         | 1992              | 9,330     |
| Capã         | Siunique         | 1938              | 35,071    |
| Maralik      | Xiraque          | 1995              | 5,386     |
| Martuni      | Guelarcunique    | 1995              | 11,987    |
| Masis        | Ararate          | 1995              | 20,539    |
| Melri        | Siunique         | 1984              | 4,997     |
| Metsamor     | Armavir          | 1992              | 9,546     |
| Nova Hachim  | Cotaique         | 1991              | 10,198    |
| Noyemberyan  | Tavuxe           | 1995              | 5,560     |
| Sevã         | Guelarcunique    | 1961              | 17,377    |
| Shamlugh     | Lorri            | 1995              | 882       |
| Sisian       | Siunique         | 1974              | 16,823    |
| Espitaque    | Lorri            | 1960              | 18,237    |
| Stepanavan   | Lorri            | 1938              | 19,341    |
| Talin        | Aragatsotn       | 1995              | 5,371     |
| Tachir       | Lorri            | 1983              | 7,586     |
| Salcazor     | Cotaique         | 1984              | 1,430     |
| Tumanyan     | Lorri            | 1995              | 1,838     |
| Valarsapate  | Armavir          | 1924              | 52,757    |
| Vanazor      | Lorri            | 1924              | 116,929   |
| Vardenis     | Guelarcunique    | 1995              | 12,363    |
| Vayk         | Vaiose Zor       | 1995              | 5,885     |
| Vedi         | Ararate          | 1995              | 13,242    |
| Eleguenazor  | Vaiose Zor       | 1995              | 8,329     |
| Elvarde      | Cotaique         | 1995              | 11,627    |
| Erevã        | N/A              | fundada em -782   | 1,107,800 |

Fontes: Armenia censo 2011

## Aldeias ou municípios rurais
| - Aboviã - Achajur - Acharkut - Agarak - Agarak - Agarak - Agarakavan - Agarakazor - Alavenazor - Alavenazor - Aghavnatun - Aghavnavank - Aghberk - Aghin - Aghitu - Aghnjazor - Aghtsk - Aghvani - Aghvorik - Ahnizor - Akhlatyan - Akhprazor - Akhurik - Akhuryan - Aknaghbyur - Aknalich - Aknashen - Akner - Acori - Akunk - Akunk - Akunk - Alagyaz - Alapars - Alashkert - Alvank - Alvar - Amasia - Amasia - Amberde - Amrakits - Amre Taza - Angueghakot - Ani kayarani - Anipemza - Antaramej - Antaramut - Antaraxata - Antarashen - Antarute - Anushavan - Apaga - Apaven - Apna - Arayi - Aragats - Aragats - Aragatsavan - Aragatsotn - Aragyugh - Arajazor - Araks (Armavir) - Araks (Valarsapate) - Araksavan - Aralez - Aramus - Arapi - Ararat - Aratashen - Aravus - Arazap - Arbat - Archis - Ardenis - Ardvi - Aregnadem - Areguni - Areni - Arevabuyr - Arevadasht - Arevaxata - Arevashogh - Arevatsag - Arevik - Arevik - Arevis - Arevxata - Arevxata - Arevut - Argavand - Argavand - Arguel - Arguina - Arin - Arinj - Arjut - Armash - Armavir - Arpeni - Arpi - Arpunk - Arshaluys - Artabuinque - Artamet - Artanish - Artashar - Artashavan - Artavã - Artavaz - Arteni - Artimet - Artsni - Artsvaberd - Artsvanik - Artsvanist - Artsvashen - Aruch - Arzakan - Arzni - Ashnak - Ashotavan - Ashotsk - Astghazor - Atan - Avan - Avazan - Avshar - Avshen - Avtona - Aygabats - Aygavan - Ayguezor - Ayguehat - Ayguecovite - Ayguek - Ayguepar - Ayguepat - Ayguexata (Armavir) - Ayguexata (Valarsapate) - Ayguestan - Ayguevan - Ayguezard - Aygut - Ayntap - Ayrk - Azat - Azatamut - Azatan - Azatashen - Azatavan - Azatek - Aznvazor | - Bagaran - Baghanis - Baghramyan (Ararate) - Baghramyan (Armavir) - Baghramyan (Valarsapate) - Bagratashen - Balacovite - Balak - Bambakaxata - Bandivan - Barzrashen - Barzravan - Barzruni - Barekamavan - Basen - Bashgyugh - Bavra - Bayandur - Bazmaghbyur - Bazum - Beniamin - Berdashen - Berdavan - Berdik - Berdkunk - Berkaber - Berkanush - Berkarat - Berkaxata - Bjni - Blagodarnoye - Bnunis - Bovazor - Brnakot - Burastan - Buzhakan - Biuracã - Byuravan - Chakaten - Chapni - Charchakis - Chinari - Chinchin - Chiva - Chkalov - Chkalovka - Chknagh - Chochkan - Choratan - Dalar - Dalarik - Darakert - Daranak - Darbas - Darbnik - Darpas - Dasht - Dashtadem - Dashtadem - Dashtakar - Dashtavan - David Bek - Davtashen - Dedmassar - Dedmaxém - Debet - Debetavan - Deghzavan - Deghzut - Dian - Dimitrov - Ditak - Ditavan - Doghs - Dovegh - Dovrus - Dprabak - Dprevank - Drakhtik - Dsegh - Dúbio - Zithankov - Zoraguet - Zoraghbyur - Zoraglukh - Zoragyugh - Zoragyugh - Zorakap - Zoramut - Zorashen - Zorastan - Zoravank - Zyunashogh - Fantan - Ferik - Fioletovo - Ganzak - Ganzakar - Gargar - Garnacovite - Garnarich - Garni - Gai - Gueghadir - Gueghadir - Gueghazor - Gueghakar - Gueghakert - Gueghamabak - Gueghamasar - Gueghamavan - Gueghanist - Gueghanist - Gueghanush - Gueghard - Guelarcunique - Guelarote - Gueghasar - Gueghashen - Gueghcovite - Gueghi - Guetacovite - Guetamej - Guetap - Guetap - Guetap - Guetapnya - Guetarguel - Guetashen - Guetatagh - Guetazat - Guetik - Guetk - Gharibjanyan - Ghazanchi - Ghazaravan - Ghukasavan - Ghursali - Ghzljugh - Guinevete - Glazor - Gndevaz - Gnishik - Gogaran - Gogcovite - Goght - Goltanique - Gomk - Goravan - Gorayk - Gosh - Griboyedov - Gtashen - Gudemnis - Gugark - Gusanagyugh - Gyulagarak - Byurakn | - Haghartsin - Haghpat - Haghtanak - Hagvi - Hako - Halavar - Halizor - Hankavan - Harich - Hartagyugh - Hartashen - Hartashen - Hartavan - Harzhis - Hátis - Hatsashen - Hatsavan - Hatsavan - Hatsik - Hatsik - Hayanist - Haykazor - Haykasar - Haykashen - Haykavan - Haykavan - Hayravank - Hayrenyats - Haytagh - Herher - Hermon - Hnaberd - Hnaberd - Hobarzi - Hoghmik - Horbategh - Horom - Hors - covite - Hovk - Hovnanazor - Hovtamej - Hovtaxata - Hovtashen - Hovtashen - Hovtun - Hovuni - Hushakert - Irind - Isahakyan - Itsakar - Jaghatsazor - Jajur - Jajuravan - Jamshlu - Janfida - Jil - Jiliza - Jeraber - Jerazor - Jeracovite - Jerambar - Jerapi - Jerarrate - Jerarrate - Jerarrate - Jerarbi - Jeraxém - Jeraxém - Jeraxém - Jervezh - Jujevan - Kachachkut - Kaghnut - Kaghsi - Kaghtsrashen - Kajarants - Kakavazor - Kakavasar - Kakhakn - Kalavan - Kamaris - Kamo - Kanachut - Kanakeravan - Canche - Kaniashir - Kaps - Kaputan - Karaberd - Karaberd - Karazor - Caragluque - Karahunj - Karakert - Karashamb - Karashen - Karbi - Karchaghbyur - Karchevan - Karenis - Karinj - Karkop - Karmir Aghek - Karmirgyugh - Karmrakar - Karmrashen - Karmrashen - Karmravan - Karnut - Kasagh - Kashuni - Katnaghbyur - Katnaghbyur - Katnaghbyur - Katnajur - Katnarat - Kayk - Keti - Khachaghbyur - Khacharzan - Khachik - Khachpar - Khalaj - Khanjyan - Khashtarak - Khdrants - Khnatsakh - Khnzoresk - Khnzorut - Khnkoyan - Khoronk - Khot - Khoznavar - Kirants - Colbe - Koghbavan - Koghes - Kornizor - Kosh - Cotaique - Koti - Krasar - Krashen - Kuchak - Kuris - Kurtan - Kut - Kutakan | - Lanjaghbyur - Lanjanist - Lanjar - Lanjazate - Lanjik - Lchap - Lchashen - Lchavan - Lchkazor - Lehvaz - Lejan - Lenughi - Lermontovo - Lernazor - Lernagog - Lernagyugh - Lernacovite - Lernakert - Lernamerz - Lernanist - Lernantsk - Lernapar - Lernapat - Lernarot - Lernavan - Lernut - Lichk - Lichk - Lor - Lorri Berd - Lorut - Ltsen - Lukashin - Lusazor - Lusaghbyur - Lusaghbyur - Lusagyugh - Lusagyugh - Lusacovite - Lusakert - Lusakn - Lusakunk - Lusarat - Lusashogh - Madina - Makenis - Malishka - Margacovite - Margara - Marmarashen - Marmarique - Marmashen - Martiros - Marts - Martuni - Masis - Mastara - Mayakovski - Maysiyan - Mayisyan - Medovka - Melrazor - Melraxata - Melraxém - Melvacovite - Melikgyugh - Merzavan - Mets Ayrum - Mets Mantash - Mets Masrik - Mets Parni - Mets Sariar - Mets Sepasar - Metsamor - Metsavan - Mghart - Mijnatun - Mikhayelovka - Mirak - Mkhchyan - Movses - Mrganush - Mrgaxata - Mrgashen - Mrgastan - Mrgavan - Mrgavet - Musaler - Musayelyan - Mutsk - Myasnikyan - Nahapetavan - Nalbandyan - Narek - Navur - Neghots - Nerkin Bazmaberd - Nerkin Guetashen - Nerkin Hand - Nerkin Karmiraghbyur - Nerkin Khnzoresk - Nerkin Khotanan - Nerkin Sasnashen - Nerkin Shorzha - Nerkin Tsaghkavan - Nigavan - Nizami - Nor Amanos - Nor Armavir - Nor Artaguers - Nor Artamet - Nor Artik - Nor Aznaberd - Nor Gueghi - Nor Gyugh - Nor Kesaria - Nor Khachakap - Nor Kharberd - Nor Kyank - Nor Kyank - Nor Kyurin - Nor Ughi - Nor Yedesia - Nor Yerznka - Norabak - Norabats - Norakert - Norakert - Noramarg - Norapat - Norashen - Norashen - Norashen - Norashen - Norashen - Norashen - Norashenik - Noratus - Noravan - Noravan - Norshen - Novoseltsovo - Noyakert - Nshavan - Nurnus - Nyuvadi - Ozun - Ohanavan - Okhtar - Orgov - Oxacã - Otevan | - Paghaghbyur - Fambaque - Fambaque - Panik - Parakar - Paravakar - Parpi - Partizak - Paruyr Sevak - Payahan - Pemzashen - Petrovka - Pokr Mantash - Pokr Masrik - Pokr Sariar - Pokr Sepasar - Pokr Vedi - Pokrashen - Por - Privolnoye - Proshyan - Pxataavan - Ptghavan - Ptghni - Ptghunk - Pushkino - Ranchpar - Rind - Rya Taza - Saghmosavan - Sali - Salut - Salvard - Saragyugh - Sarahart - Sarakap - Saralanj - Saralanj - Saralanj - Saralanj - Saramej - Sarapat - Saratak - Saratovka - Saravan - Sarchapet - Sardarapat - Sarigyugh - Sarnaghbyur - Sarnakunk - Sarukhan - Sasunik - Sayat-Nova - Semyonovka - Sers - Sevaberde - Sevakar - Sevkar - Shaghap - Shaghat - Shaghik - Shahumyan - Shahumyan - Shahumyan - Shahumyani trchnafabrika - Shaki - Shamiram - Shamut - xatain - xataJerek - xatavan - Shenatagh - Shenavan - Shenavan - Shenavan - Shenik - Shenkani - Shgharshik - Shikahogh - Shinuhayr - Xiraque - Xiraqueamut - Xiracavã - Shnogh - Shoghakn - Shorzha - Shrvenants - Shurnukh - Shvanizor - Sipan - Sipanik - Sis - Sisavan - Sizavet - Nzhdeh - Solak - Sorik - Sotk - Spandaryan - Spandaryan - Srashen - Surenavan - Suser - Svarants - Sverdlov - Siunique - Talvorik - Tanahat - Tanzatap - Tanzaver - Tanzut - Taperakan - Taratumb - Taronik - Tashtun - Tasik - Tatev - Tatul - Tavshut - Tavuxe - Tazagyugh - Tegh - Teghenik - Tegher - Teghut - Teghut - Tlik - Tolors - Torfavan - Torosgyugh - Torunik - Tretuk - Tsaghkaber - Salcacovite - Tsaghkalanj - Tsaghkasar - Tsaghkaxata - Tsaghkashen - Tsaghkashen - Tsaghkunk - Tsaghkunk - Tsaghkut - Tsakkar - Tsamakasar - Tsapatagh - Tsater - Tsav - Tsghuk - Tsiatsan - Tsilkar - Tsoghamarg - Tsovagyugh - Tsovak - Tsovazard - Tsovinar - Ttujur - Ttujur - Tufashen | - Ujan - Urasar - Urtsazor - Urtsalanj - Urut - Ushi - Uyts - Uzhanis - Vaghashen - Vaghatin - Vaghatur - Vahagnazor - Vahagni - Vahan - Vahramaberd - Vahravar - Vanand - Vanashen - Vanek - Vanevan - Varagavan - Vardablur - Vardablur - Vardazor - Vardaghbyur - Vardacovite - Vardakar - Vardanashen - Vardanizor - Vardaxata - Vardashen - Vardenik - Vardenis - Vardenut - Varser - Vazashen - Verin Artaxata - Verin Bazmaberd - Verin Dvin - Verin Guetashen - Vardavank - Verin Karmiraghbyur - Verin Khotanan - Verin Ptghni - Verin Sasnashen - Verin Sasunik - Verin Shorzha - Verin Tsalkavan - Verishen - Vernashen - Voljaberde - Volji - Vorotan - Vorotan - Voskehask - Voskehat - Voskehat - Voskepar - Vosketap - Vosketas - Voskevan - Voskevaz - Vostã - Yaldan - Eleg - Eleguis - Eleguenavã - Eleguenute - Eleguenute - Elipatrush - Elnik - Elvarde - Yelpin - Yenokavan - Yeranos - Yeraskh - Yeraskhahun - Yerazgavors - Yernjatap - Yervandaxata - Zangakatun - Zar - Zarinja - Zarixata - Zaritap - Zartonk - Zedea - Zolakar - Zorak - Zorakan - Zorakert - Zoravan - Zovaber - Zovasar - Zovashen - Zovk - Zovuni - Zuygaghbyur |

municípios rurais
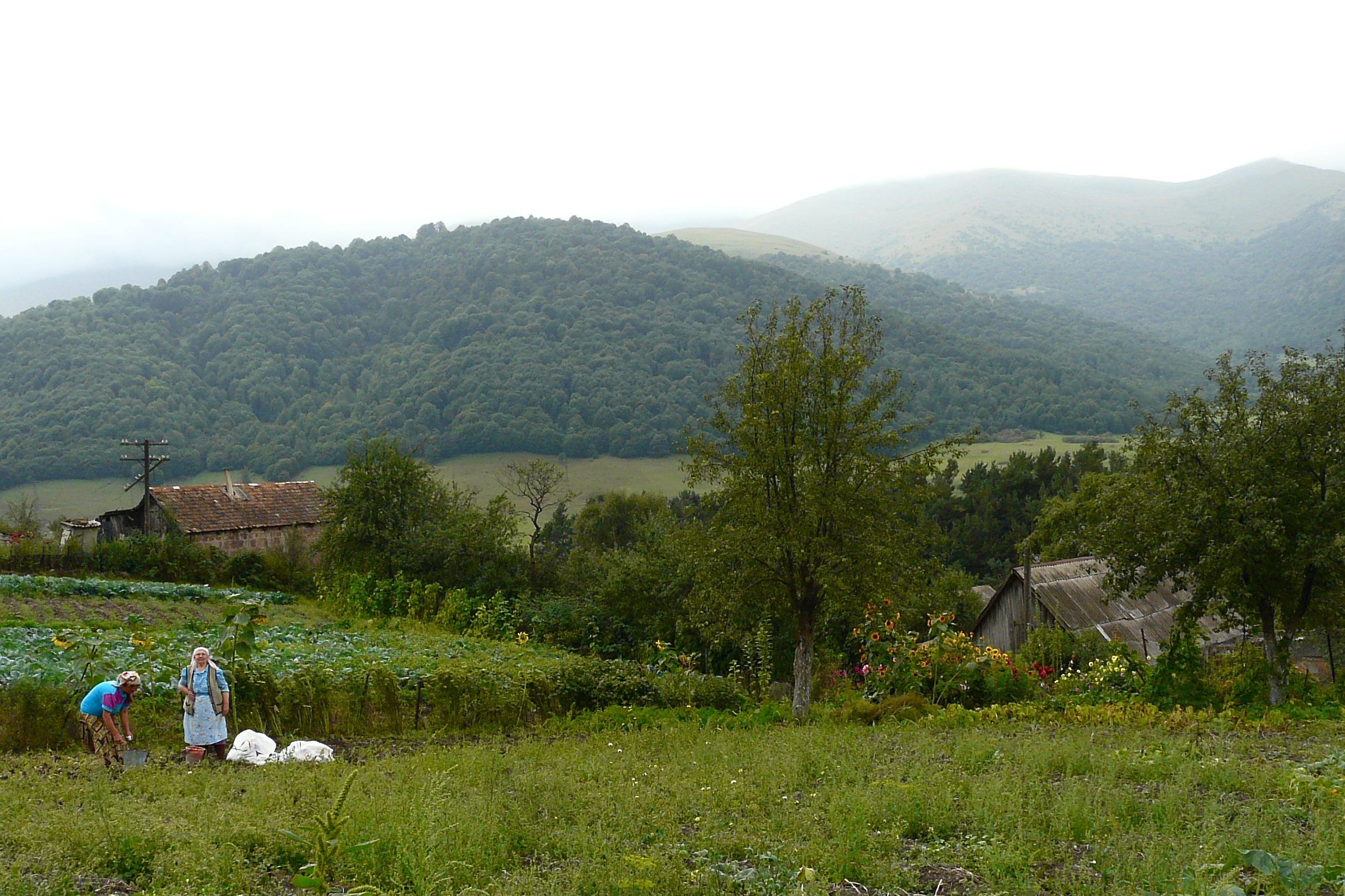
Fioletovo, Lorri
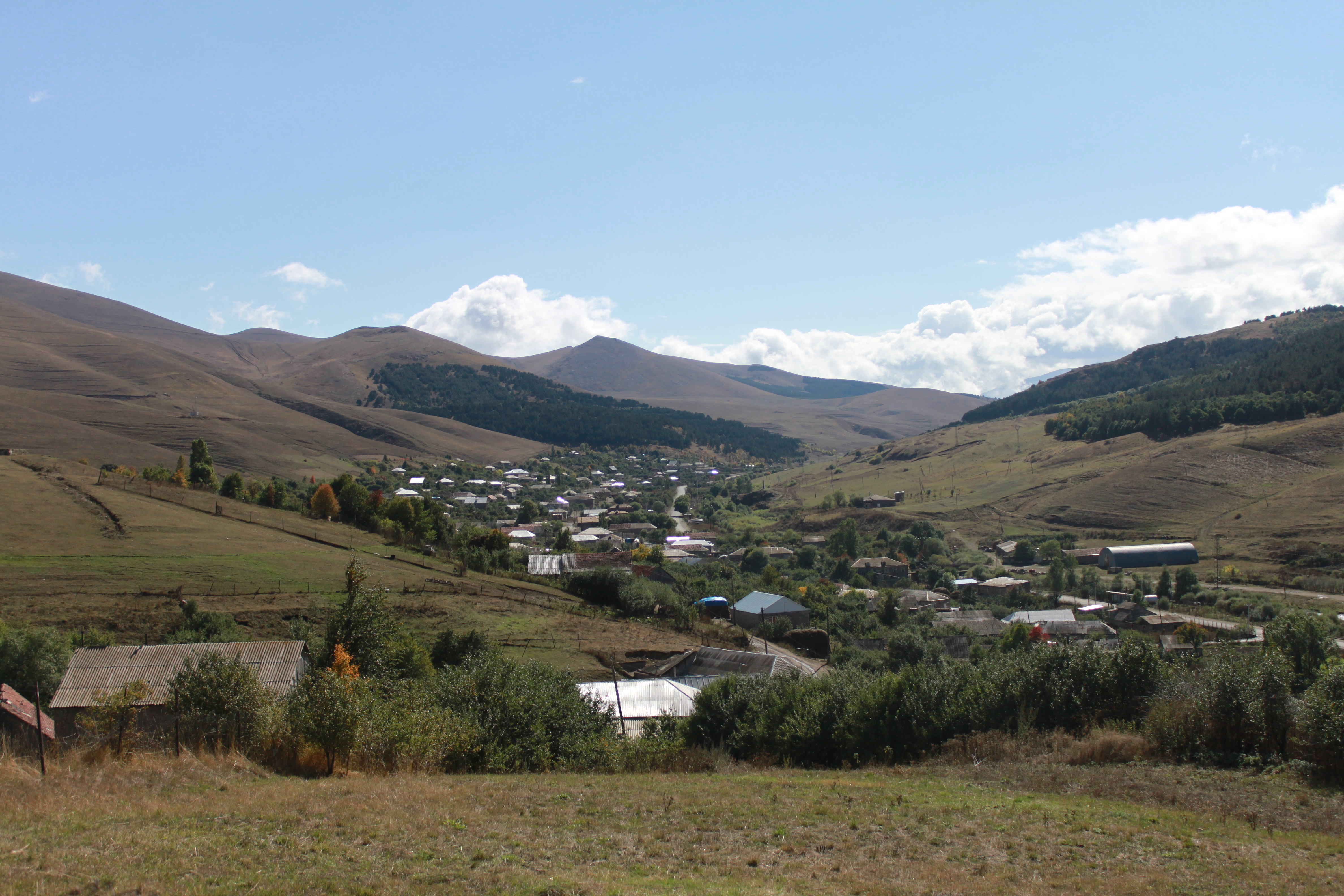
Ttujur, Guelarcunique
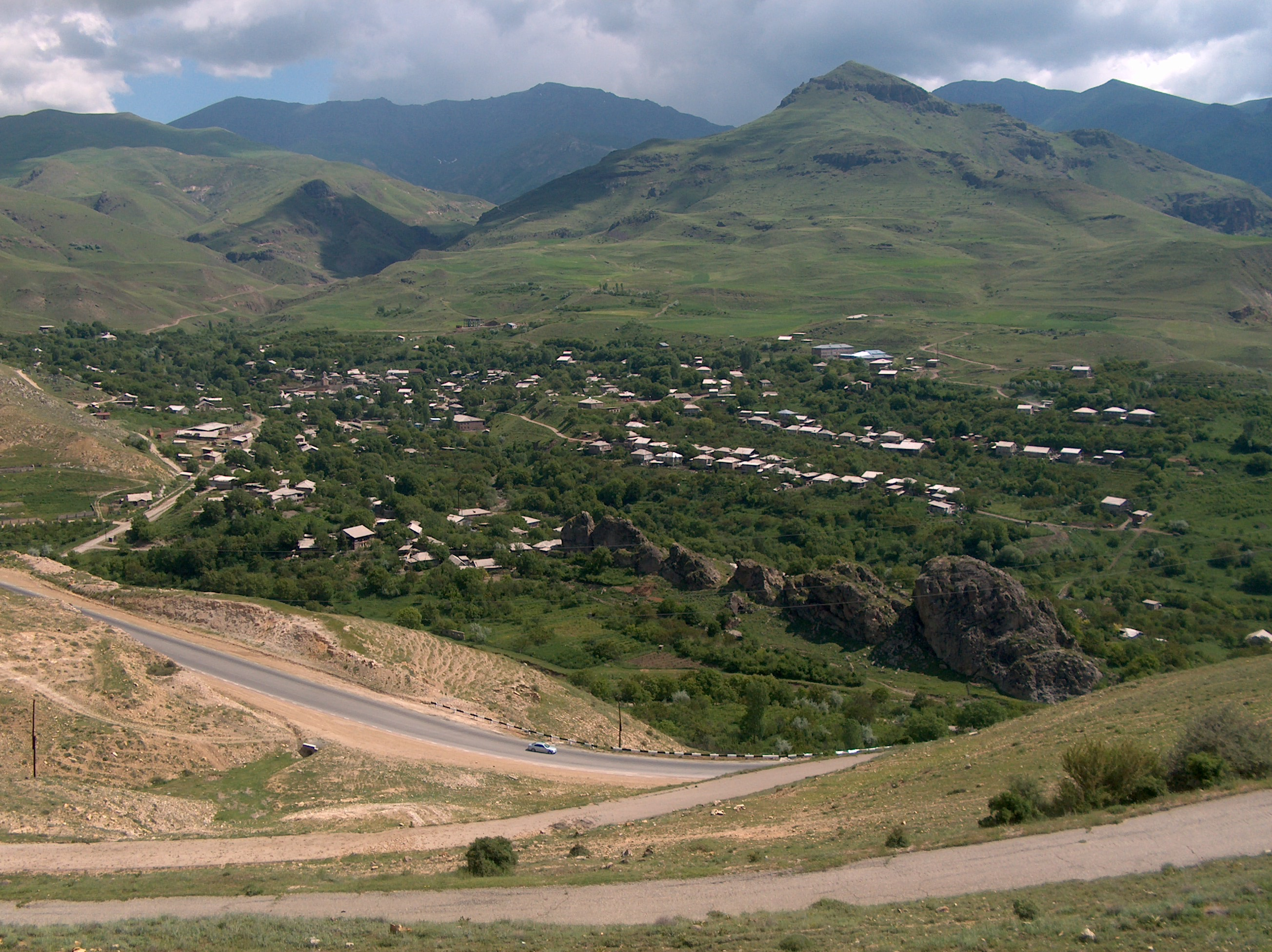
Elfim, Vaiose Zor
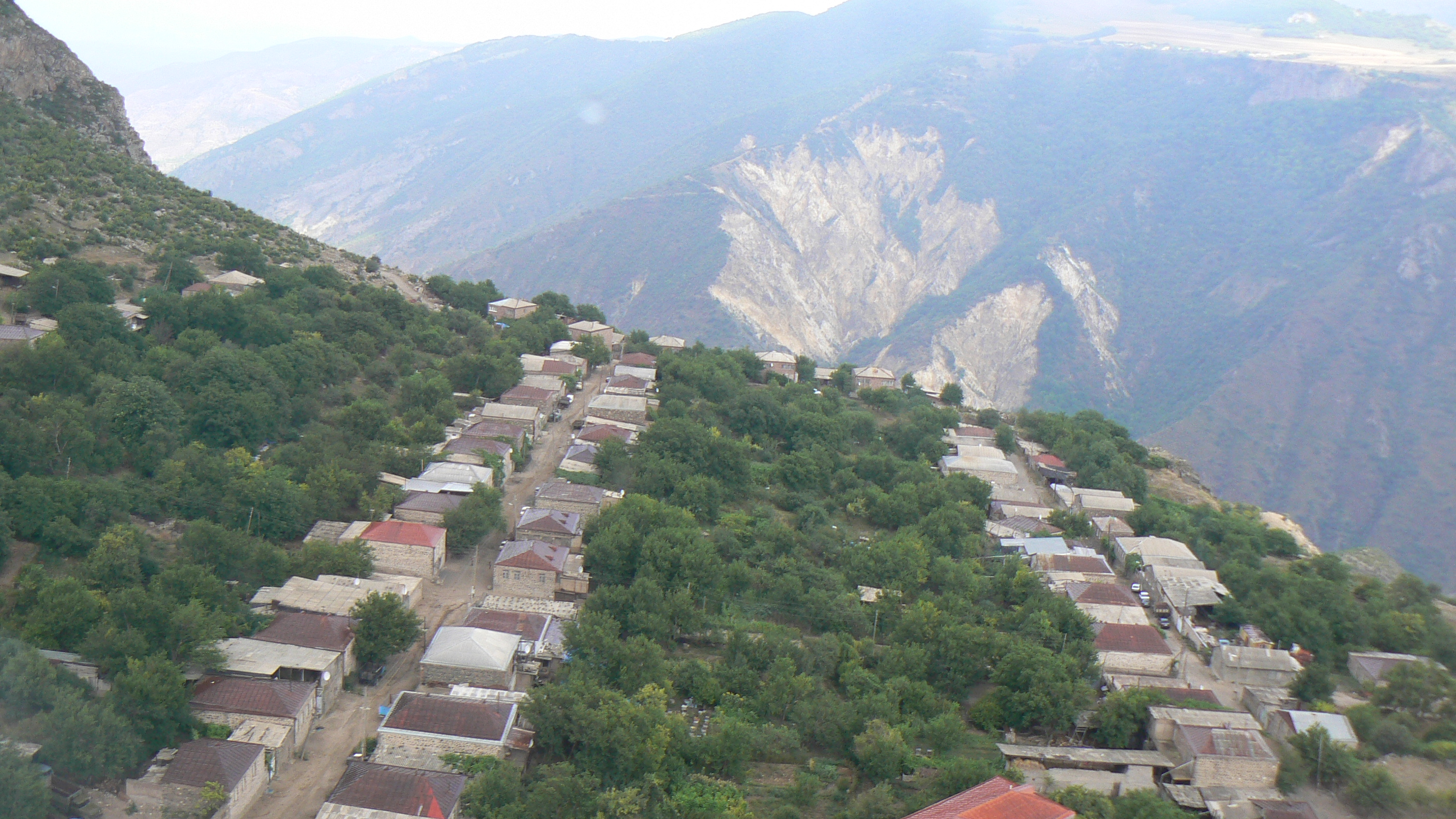
Halizor, Siunique
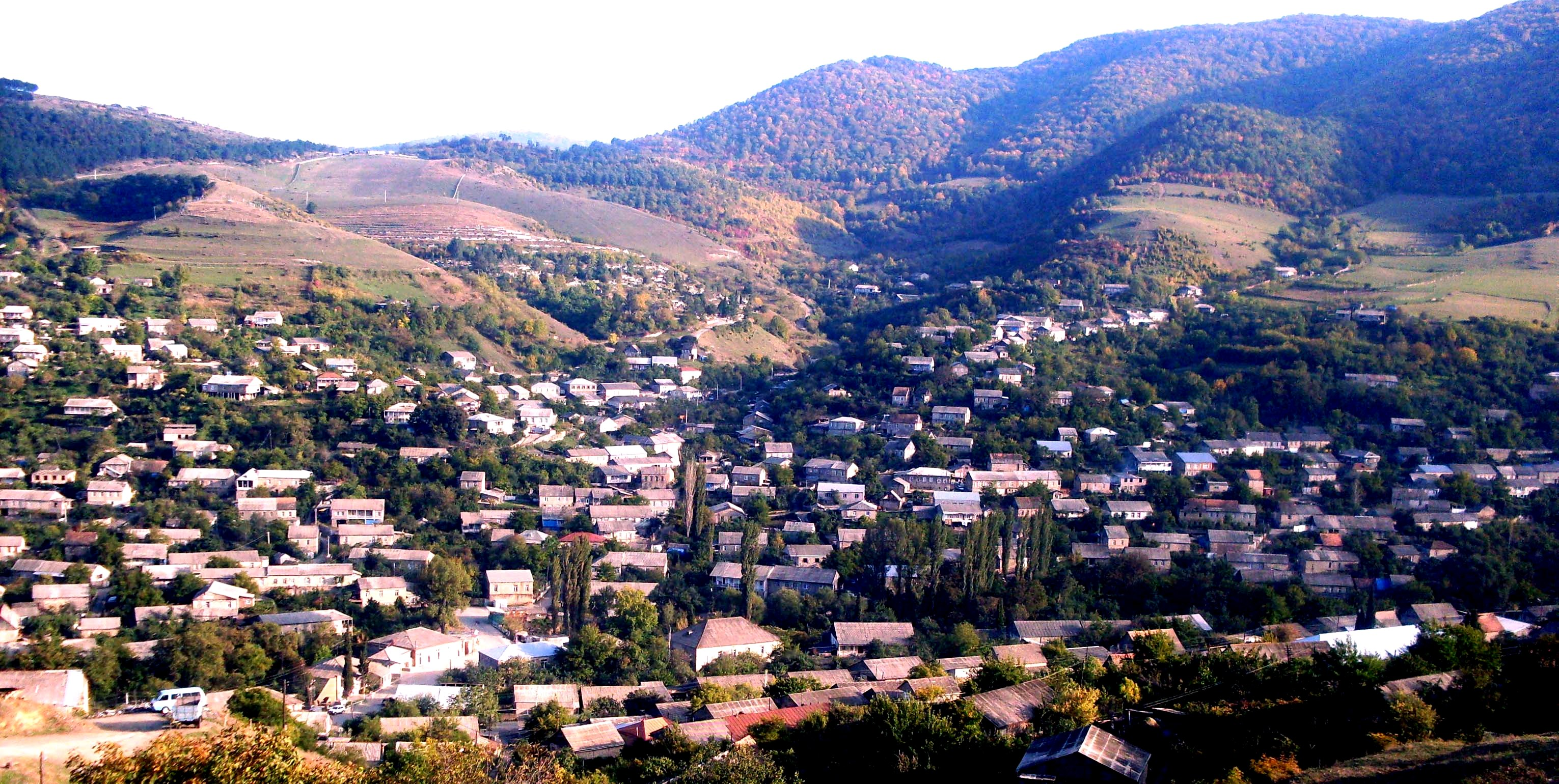
Colbe, Tavuxe